# 戈姆库尔 (加来海峡省)
戈姆库尔（法語：Gommecourt，法語發音：[ɡɔmkuʁ]）是法国上法蘭西大區加来海峡省的一个市镇，属于阿拉斯区。

## 地理
戈姆库尔（50°8'24"N, 2°38'42"E）面积3.35 平方千米，位于法国上法蘭西大區加来海峡省，该省份为法国北部沿海省份，西北濒北海，南至索姆省，东临北部省。
与戈姆库尔接壤的市镇（或旧市镇、城区）包括：丰克维莱、埃比泰尔讷、比夸。

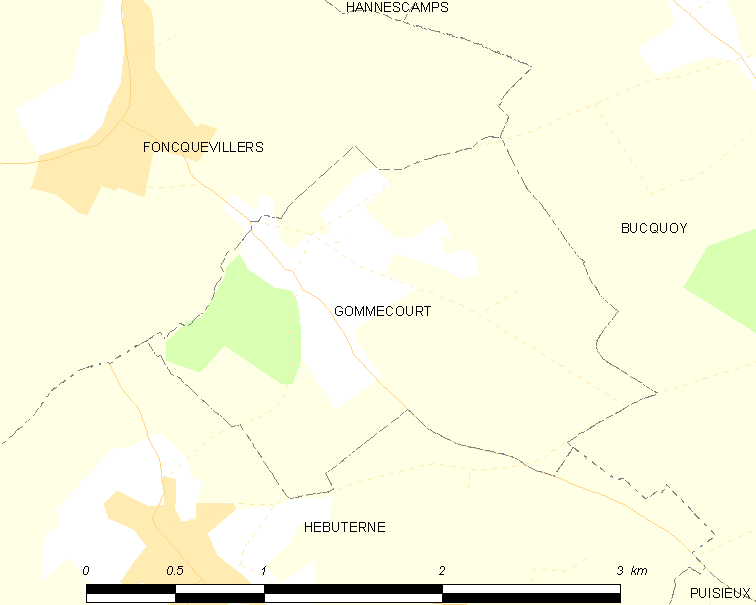
的OSM定位图

戈姆库尔的时区为UTC+01:00、UTC+02:00（夏令时）。

## 行政
戈姆库尔的邮政编码为62111，INSEE市镇编码为62375。

## 政治
戈姆库尔所属的省级选区为阿韦讷勒孔特县。

## 人口

1962-2008年间人口变化图示

戈姆库尔于2022年1月1日时的人口数量为87人。